# Wayfarers Chapel

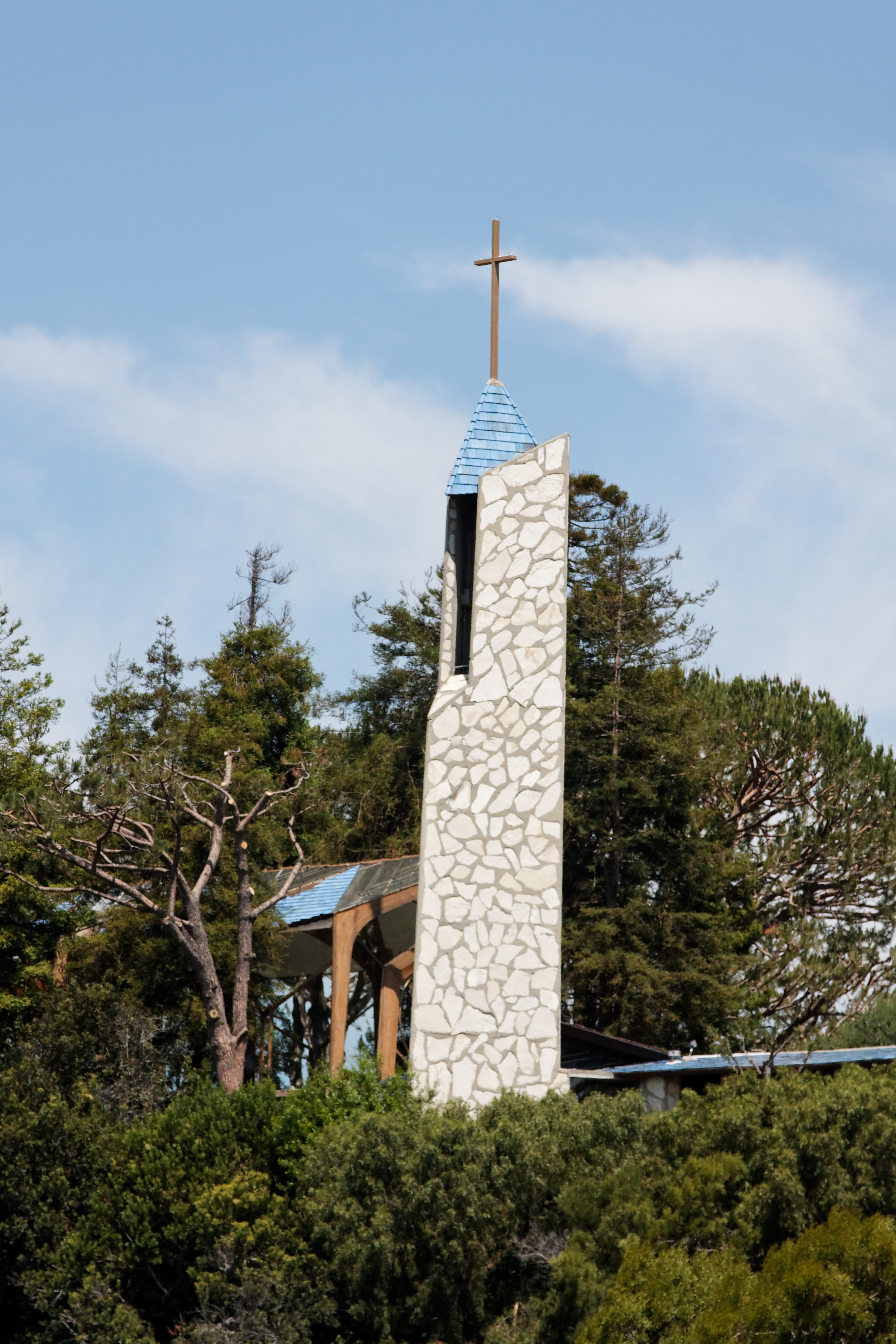
Wayfarers Chapel

Die Wayfarers Chapel (deutsch Wandererkapelle) war  eine Kapelle der Swedenborgianer in Rancho Palos Verdes im US-Bundesstaat Kalifornien. Obwohl die Kapelle seit dem 11. Juli 2005 als Baudenkmal in das National Register of Historic Places der Vereinigten Staaten aufgenommen war, musste das Gotteshaus im Jahr 2024 abgebaut werden, nachdem extreme Erdbewegungen die Baustruktur beschädigt hatten. Nach dem Abbau wurden die Bauteile für einen möglichen Wiederaufbau eingelagert.
Die Kapelle wurde von Lloyd Wright, dem Sohn von Frank Lloyd Wright, entworfen und zwischen 1949 und 1951 als Denkmal für Emanuel Swedenborg erbaut. Sie zeichnete sich durch eine betont moderne Architektur und ihre Lage oberhalb des Pazifischen Ozeans aus. Das Bauwerk war durch geometrische Muster gestaltet, die für die Architektur von Wright typisch sind. Damit wurde auch dem theosophischen Prinzip der Ordnung der Welt durch Gott Rechnung getragen. Dieser Ausrichtung entsprach auch die Integration der umgebenden Natur in den Bau.
In späteren Jahren wurden der Kirche ein Turm und ein Besucherzentrum hinzugefügt. 

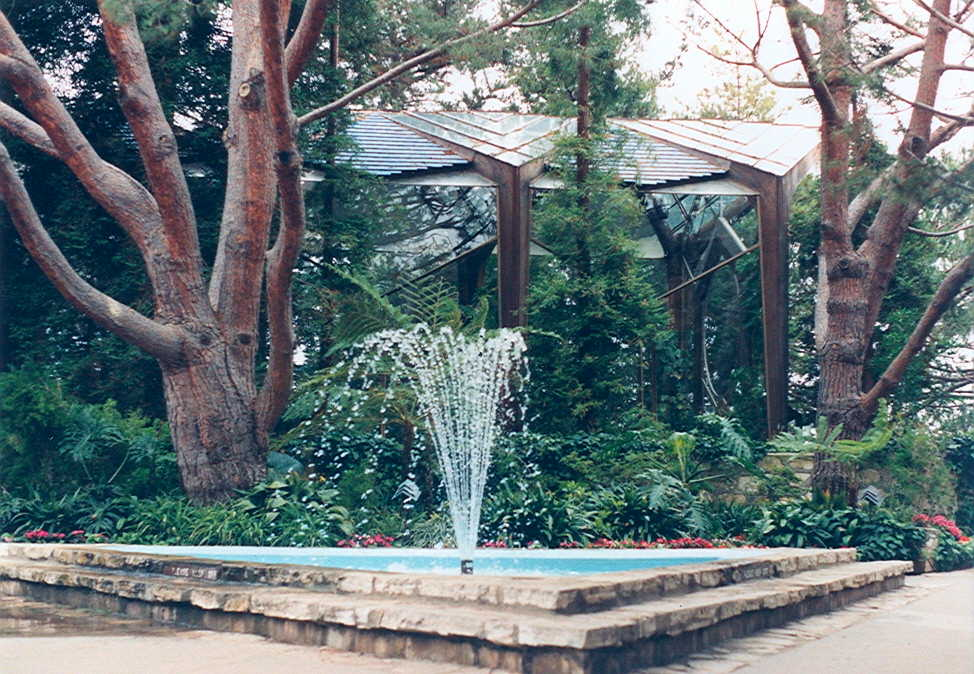
Wayfarers Chapel, Außenbereich
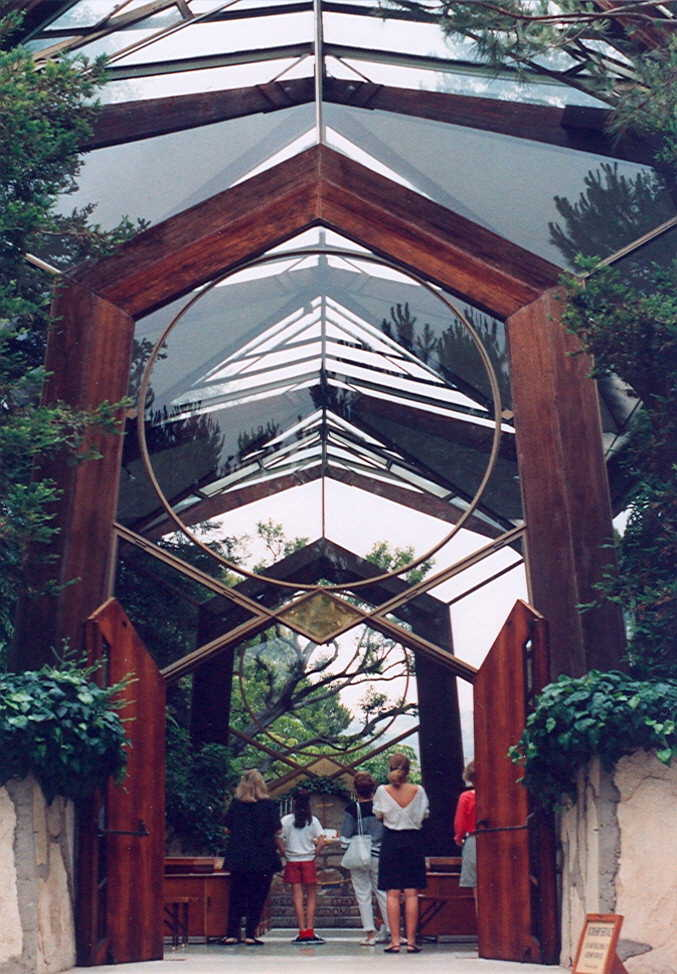
Eingang zur Wayfarers Chapel